# Чехословакия на Паралимпийских играх
Чехословакия на Паралимпийских играх принимала участие на летних Играх с Игр 1972 года в Гейдельберге до Игр 1992 года в Барселоне (не участвовали в Играх 1976, 1984 годов). На зимних Играх делегация Чехословакии участвовала начиная с Игр 1976 года в Эрншёльдсвике до Игр 1992 года в Тине и Альбервиле.
Спортсмены Чехословакии завоевали на всех Играх в сумме 27 медалей, из них 7 золотых.
Начиная с зимних Игр 1994 года спортсмены выступали в составах спортивных делегаций двух стран, на которые в 1993 разделилась Чехословакия — делегации Чехии и делегации Словакии.

## Медальный зачёт

### Медали летних Паралимпийских игр
| Игры                           | Золото         | Серебро        | Бронза         | Всего          | Место          |
| ------------------------------ | -------------- | -------------- | -------------- | -------------- | -------------- |
| 1972 Гейдельберг               | 0              | 0              | 1              | 1              | 30             |
| 1976 Торонто                   | не участвовали | не участвовали | не участвовали | не участвовали | не участвовали |
| 1980 Арнем                     | 0              | 1              | 1              | 2              | 37             |
| 1984 Сток-Мандевиль / Нью-Йорк | не участвовали | не участвовали | не участвовали | не участвовали | не участвовали |
| 1988 Сеул                      | 0              | 1              | 0              | 1              | 45             |
| 1992 Барселона                 | 4              | 3              | 6              | 13             | 24             |
| Итого                          | 4              | 5              | 8              | 17             |                |

### Медали зимних Паралимпийских игр
| Игры                 | Золото | Серебро | Бронза | Всего | Место |
| -------------------- | ------ | ------- | ------ | ----- | ----- |
| 1976 Эрншёльдсвик    | 3      | 0       | 0      | 3     | 7     |
| 1980 Гейло           | 0      | 1       | 0      | 1     | 10    |
| 1984 Инсбрук         | 0      | 0       | 0      | 0     | —     |
| 1988 Инсбрук         | 0      | 0       | 0      | 0     | —     |
| 1992 Тинь/Альбервиль | 0      | 4       | 2      | 6     | 14    |
| Итого                | 3      | 5       | 2      | 10    |       |